# Botànica pura
La botànica pura estudia les plantes des d'un punt de vista purament teòric.
Té dues branques:
- Botànica general
- Botànica especial